# Коврига, Дмитрий Романович
Дми́трий Рома́нович Коври́га (1924—1990) — советский младший сержант, командир расчёта станкового пулемёта 2-й пулемётной роты 920-го стрелкового полка, 247-й стрелковой дивизии, 69-й армии, 1-го Белорусского фронта. Полный кавалер Ордена Славы.

## Биография
Родился 10 ноября 1924 года в селе Поташня (ныне село Таганча) Каневского района, Черкасской области в крестьянской семье, окончил Пермскую школу фабрично-заводского обучения и до 1944 года работал шлифовальщиком на заводе.
С 1944 года призван в ряды РККА и  направлен в действующую армию, воевал на 1-м Белорусском фронте. С 1944 года — наводчик и командир расчёта станкового пулемёта 2-й пулемётной роты 920-го стрелкового полка, 247-й стрелковой дивизии, 69-й армии. Принимал участие в Белорусской, Висло-Одерской и Берлинской наступательных операциях.
6 февраля 1945 года командир расчёта младший сержант Д. Р. Коврига под огнём противника преодолел с пулемётом реку Одер в районе города Лебус (Германия) и уничтожил свыше десяти солдат. За это 19 февраля 1945 года Указом Президиума Верховного Совета СССР Д. Р. Коврига был награждён Орденом Славы 3-й степени.
10 марта 1945 года командир расчёта младший сержант Д. Р. Коврига в бою при расширении плацдарма в районе города Лебус из пулемёта подавил семь огневых точек врага, истребил несколько десятков гитлеровцев.  30 апреля 1945 года Указом Президиума Верховного Совета СССР Д. Р. Коврига был награждён Орденом Славы 2-й степени.
С 16 по 22 апреля 1945 года командир расчёта младший сержант Д. Р. Коврига западнее города Лебус вывел из строя пять пулемётных точек, уничтожил около тридцати фашистских солдат и офицеров. Был ранен, но поле боя не покинул. 5 июня 1945 года Указом Президиума Верховного Совета СССР Д. Р. Коврига был награждён Орденом Славы 2-й степени. 19 августа 1955 года Указом Президиума Верховного Совета СССР Д. Р. Коврига был перенаграждён Орденом Славы 1-й степени.
С 1947 года старшина Д. Р. Коврига был демобилизован из рядов Советской армии.
Жил и работал в посёлке Нижанковичи. С 1974 года жил в городе Кременчуг , работал заместителем директора дома инвалидов. Умер 4 мая 1990 года в городе Кременчуг.

## Награды
- Орден Славы I степени (19.02.1945)
- Орден Славы II степени (30.04.1945)
- Орден Славы III степени (19.08.1955)
- Орден Отечественной войны I (11.03.1985) и II степени (19.04.1945)
- Медаль «За победу над Германией в Великой Отечественной войне 1941—1945 гг.»